# Veliko Polje, Slovenia
Veliko Polje este o localitate din comuna Sežana, Slovenia, cu o populație de 62 de locuitori.